# Donald Ballard
Pour les articles homonymes, voir Ballard.
Donald Ballard, né le 5 décembre 1945 à Kansas City (Missouri) est un soldat de l’United States Navy décoré de la Medal of Honor pour ses actions pendant la guerre du Viêt Nam.

## Biographie
Lucian Adams naît le 5 décembre 1945 à Kansas City dans l’État du Missouri aux États-Unis d’Amérique. Après de courtes études en médecine il devient assistant dans un cabinet dentaire avant de s’engager dans l’United States Navy en 1965. Du fait qu’il dispose déjà d’un peu d’expérience dans le domaine de la santé, il se voit proposer la possibilité de devenir assistant de bloc opératoire, ce qu’il fait après avoir suivi la formation adéquate. Peu de temps après il est transféré dans le corps des Marines en tant qu’aide-soignant militaire, avec le grade d’Hospital Corpsman (en) Second Class.
En 1967 Donald Ballard est envoyé au Viêt Nam au sein de la compagnie M du 3rd Bataillon, 4th Marines de la 3rd Marine Division. Il est blessé dès le premier engagement de son unité, ce qui lui vaut une première Purple Heart.. Le 16 mai 1968, au cours d’un combat entre son unité et des troupes de l’armée du Nord Viêt Nam, il se porte à plusieurs reprises au secours de soldats blessés en dépit des risques. Lorsqu’une grenade atterrit au milieu des blessés qu’il est en train de soigner, il se jette dessus pour protéger ses camarades avant de la renvoyer après avoir réalisé que celle-ci n’explosait pas. Au terme de cette journée, il est recommandé pour recevoir la Medal of Honor, qui lui est remise en mai 1970 par Richard Nixon.
Entretemps, il a regagné les États-Unis après avoir été une nouvelle fois blessé en 1968. Après son retour il travaille au service de chirurgie de l’hôpital naval de Memphis. Après avoir reçu la Medal of Honor, il quitte la Navy pour l’United States Army et entre à l’école des officiers. Il rejoint ultérieurement la National Guard du Kansas, d’abord en tant que responsable d’un peloton d’ambulances, puis commandant d’une compagnie médicale avant de terminer sa carrière au rang de colonel, auquel il est promu le 5 avril 1998. Il quitte l’armée deux ans plus tard, en 2000, après trente-cinq ans de service.

## Hommages
Donald Ballard figure depuis novembre 2001 dans la National Guard Hall of Fame.

## Décorations
- Medal of Honor ;
- Purple Heart avec deux étoiles ;
- Navy Combat Action Ribbon ;
- Navy Good Conduct Medal ;
- National Defense Service Medal ;
- Vietnam Service Medal avec deux étoiles et agrafe FMF (en) ;
- Croix de la Vaillance du Viêt Nam avec palmes ;
- Vietnam Civil Actions Medal (en) avec palmes ;
- Vietnam Campaign Medal avec agrafe 60- ;